# Дубинин, Андрей Дмитриевич
Андрей Дмитриевич Дубинин (24 июля 1929, Белгородская область. — 22 октября 1999, Харьков) — советский оперный певец (драматический тенор), педагог. Заслуженный артист Украинской ССР.

## Биографические сведения
В юности обучался в Белгороде на курсах помощников машиниста паровоза. Водил поезда. Служил в пограничных войсках.
Не имея музыкальной подготовки, был принят в Харьковскую консерваторию, которую окончил в 1961 году по классу сольного пения В. В. Руденко. Дебютировал на сцене Оперной студии при Консерватории в опере «Утопленница» Н. В. Лысенко.
С 1961 — солист Харьковского театра оперы и балета им. Н. В. Лысенко, где дебютировал в роли Германа в «Пиковой даме» П. И. Чайковского и пел все ведущие теноровые партии. В концертном репертуаре имел русские и украинские народные песни, романсы композиторов XIX—XX веков.
В 1980-х годах параллельно преподавал на кафедре сольного пения Харьковского института искусств им. И. П. Котляревского.

## Оперные роли
- Радамес («Аида» Дж. Верди)
- Отелло («Отелло» Дж. Верди)
- Герцог («Риголетто» Дж. Верди)
- Ричард («Бал-маскарад» Дж. Верди)
- Монрико («Трубадур» Дж. Верди)
- Карлос («Дон Карлос» Дж. Верди)
- Эдгар («Лючия ди Ламмермур» Г. Доницетти)
- Канио («Паяцы» Р. Леонкавалло)
- Рудольф («Богема» Дж. Пуччини)
- Пинкертон («Чио-Чио-сан» Дж. Пуччини)
- Кварадосси («То́ска» Дж. Пуччини)
- Хозе («Кармен» Ж. Бизе)
- Герман («Пиковая дама» П. И. Чайковского)
- Княжич («Чародека» П. И. Чайковского)
- Финн («Руслан и Людмила» М. И. Глинки)
- Самозванец («Борис Годунов» М. П. Мусоргского)
- Лёнька («В бурю» Т. Н. Хренникова)